# Bernard Voorhoof
Bernard Voorhoof (10 de maio de 1910 - 18 de fevereiro de 1974) foi um futebolista belga que atuou como atacante. É, juntamente com Paul Van Himst, o maior artilheiro da Seleção Belga de Futebol em todos os tempos, com 30 gols marcados em 61 partidas.[carece de fontes?]
Por vinte e um anos, atuou pelo Lierse SK, marcando 350 gols em 529 jogos. Por este clube, conquistou duas vezes o campeonato belga.[carece de fontes?]
Voorhoof disputou as três primeiras edições da Copa do Mundo FIFA: 1930, 1934 e 1938. Antes, participou dos Jogos Olímpicos de 1928, em Amsterdã.